# 金城の戦い
金城の戦い（日本語：クムソンのたたかい、韓国語：금성 전투、中国語：金城战役、英語：Battle of Kumsong）は、朝鮮戦争停戦間際の1953年7月13日から7月27日にかけて行なわれた国連軍及び中国人民志願軍による戦闘。金城はかつての金化郡金城里（現在の北朝鮮の金化邑）で、この戦闘の前までは国連軍・韓国軍の戦線は金城の近くまで突出していた。

## 経緯
1953年3月、ヨシフ・スターリンが急死すると共産側は態度を軟化し、休戦交渉は進展した。1953年春から中朝軍はにわかに攻勢を開始した。5月に始まった第1次進攻、第2次進攻によって、中朝軍は金城東側で正面10キロ、縦深3-8キロの地歩を獲得した。このため国連軍の前線は金城地区の20キロ正面が突出する形となった。
6月初旬頃から中共軍の局地攻勢の頻度が増してきた。当初は、小・中隊規模の攻撃であったが、ついには連隊規模で前哨陣地の争奪を繰り返し、7月になると、ますます規模が大きくなった。この間に金城突出部では変化が起きなかったが、捕虜の供述や偵察から中共軍の集結を察知しており、「華川ダムを目標として大攻勢をとる」という捕虜の陳述もあった。
当時、韓国軍第2軍団（軍団長：丁一権中将）は、西から第6師団、第8師団、第3師団、第5師団を並列して金城川に沿う20キロ正面を防御していた。さらに第2軍団の西にはアメリカ軍第9軍団隷下の首都師団、第9師団が配備され、東にはアメリカ軍第10軍団の第7師団が北漢江の東岸を防御しており、金城突出部を中心として韓国軍の7個師団が防御していた。
第2軍団は、軍団長の丁一権が体調を崩しており、一部の師団は経験の浅い師団長が指揮をしていた。また中共軍については局地争奪戦を仕掛けてくると判断し、大攻勢を予想していなかった。
中共軍の攻勢理由については、「韓国軍の面目を失墜させ、戦後の政治的立場を有利に運ぶ」、「華川ダムを奪取して韓国の復興を妨げ、北朝鮮の復興を容易にさせる」、「弾薬を撃ち尽くす」などが挙げられる。
中共軍の作戦構想は、西集団、中集団、東集団の3つの作戦集団をもって、金城突出部の中央部に当たる利船洞を求心的に攻撃し、韓国軍第2軍団を包囲殲滅した後、梨実洞-北亭嶺-利船洞-広大洞を占領（第1段階）。戦果を拡張して、南方数キロの三天峰-赤根山-白岩山を占領（第2段階）し、またこの攻勢を容易にするために、西側では第54軍で韓国軍第2軍団の西翼を攻撃し、東側では第21軍を進出させてアメリカ軍第10軍団を阻止することであった。

## 編制

### 国連軍
- 第8軍 司令官：マクスウェル・D・テイラー中将
  - 第9軍団 軍団長：ルーベン・ジェンキンス（英語版）中将
    - 首都師団 師団長：崔昌彦准将

  - 第2軍団 軍団長：丁一権中将
    - 第3師団 師団長：林善河少将
    - 第5師団 師団長：金鍾甲少将、張都暎少将（7月16日付[10]）
    - 第6師団 師団長：白仁燁少将、金點坤准将
    - 第8師団 師団長：宋堯讃少将

  - 予備：第11師団、第22師団

### 中共軍
師は師団、団は連隊、営は大隊、連は中隊である。
- 第20兵団 司令員：楊勇、政治委員：王平、参謀長：蕭文玖、副参謀長：趙冠英
  - 西集団 第68軍副軍長：宋玉琳、第54軍副軍長：呉瑞山、第68軍政治委員：李致遠、第68軍副参謀長：廖鼎祥
    - 第68軍第203師
    - 第68軍第204師
    - 第54軍第130師
    - 砲兵
      - 第135師野砲営
      - 第199師野砲営
      - 第198師野砲営
      - 第200師2個榴砲連
      - 第130師山砲営
      - 第134師山砲営
      - 第134師野砲営
      - 第135師山砲営
      - 第203師山砲営
      - 戦車第3師砲兵団1個営1個連
      - 砲兵第6団第2営
      - 砲兵第30団第1営
      - 砲兵第20団1個連
      - 砲兵第201団
      - 砲兵第404団第2営
      - 高射砲兵
        - 第601団
        - 第50団
        - 第49団
        - 第135師独立高射砲兵営

    - 工兵第4団2個営
    - 戦車独立第2団1個連
    - 57ミリ対戦車砲1個営

  - 中集団 第67軍軍長：邱蔚、第54軍軍長：丁盛、第67軍政治委員：曠伏兆、第54軍政治委員：謝明
    - 第67軍199師
    - 第67軍200師
    - 第67軍201師
    - 第57軍135師
    - 第68軍202師2個団
    - 砲兵
      - 第201師野砲営
      - 第199師山砲連
      - 第200師山砲連
      - 第201師山砲連
      - 第196師砲兵団第3営
      - 砲兵第29団第2、3営
      - 砲兵第28団第1、2営
      - 砲兵第41団
      - 砲兵第207団
      - 高射砲兵
        - 第607団
        - 第45営
        - 第46営
        - 第47営
        - 第22営

    - 工兵
      - 第10団1個営
      - 第20団1個営

    - 戦車独立団1個連
    - 57ミリ対戦車砲1個営

  - 東集団 第60軍軍長：張祖諒、第60軍副軍長：王誠漢、第60軍副軍長兼参謀長：鄧仕俊、第60軍副政治委員：趙蘭田
    - 第60軍第179師
    - 第60軍第180師
    - 第60軍第181師
    - 第68軍第202師第605団
    - 第21軍第61師
    - 第21軍第63師
    - 第33師（第21軍指揮）
    - 砲兵
      - 第60軍野砲団
      - 砲兵第20団第1、2営
      - 第179師山砲営
      - 第180師山砲営
      - 第181師山砲営
      - 第33師1個榴砲連
      - 第196師砲兵団第2営
      - 高射砲兵
        - 第48営
        - 第53営

    - 工兵
      - 第10団1個営
      - 第18団1個営

  - 予備 第54軍第134師

## 戦闘
7月13日、大雨の中で数時間に及ぶ攻撃準備射撃が開始された。砲撃で河川が氾濫し、後退中に溺死者が出るほどであった。夜になると中共軍は攻勢を開始した。大雨で空軍や砲兵の支援が思うように受けられず、第2軍団は後退し、7月15日に中共軍は小土古味里（소토고미리）にある第2軍団司令部の北8キロにまで迫った。もし第2軍団が突破されれば、中共軍は春川にまで進出し、両隣の第10軍団、第9軍団の側背に向かって戦果を拡張し、再び初期の大機動戦に逆戻りする恐れがあった。

### 金城突出部西部
金城突出部左肩部を防御していた首都師団は、下所里（하소리）から灰古介（회고개）に至る主抵抗線に西から第26連隊と第1連隊を配置し、第1機甲連隊を予備としていた。この正面には第68軍（第202師欠）と第54軍第130師で編成された西集団が配置され、外也洞（외야동）-灰古介間を攻撃して首都師団第1連隊を殲滅した後、梨室洞（이실동）-北亭嶺（북정령）-月峰山（월봉산）以北地域の韓国軍を攻撃する任務を与えられていた。
7月13日午後9時、西集団は首都師団第26連隊に重点を置いた攻撃準備射撃を行った後、攻撃を開始した。約30分後、砲撃方向を変えて、第1連隊を攻撃した中共軍は主攻を中峙嶺（중치령）と灰古介方面に向けた。第1連隊は中共軍の突破を阻止するために予備の機甲連隊第3大隊を中峙嶺接近路に配置するが、阻止に失敗して部隊が完全に分散した。
7月13日午後11時頃、第26連隊が主抵抗線の崩壊により南大川南側に撤収を開始すると、師団長は14日午前2時に機甲連隊第1大隊第59戦車中隊を配属させて第26連隊を支援した。約2時間後、師団長は第26連隊より第1連隊が危機的状況だと判断し、予備隊の任務を変更した。第1連隊は指揮所を襲撃され、多くの兵力が包囲され脱出できずにいた一方で、第26連隊は大きな損害なしに撤退して芳洞（방동）南側で再編成に入った。
7月14日午前6時、第9軍団長は首都師団指揮所を訪問し、米第15連隊を師団予備として117番A道路南側一帯に投入するよう命じた。午前10時にテイラー大将が訪れ、117番A道路の確保と中共軍の攻撃の撃退するための措置を講ずるよう軍団長に指示した。
首都師団は、新たな主抵抗線の構築とまだ撤収していない兵力の救出のため、米第15連隊が第2阻止線を形成していた正午から午後5時まで、第1連隊と第26連隊で117番A道路北側の稜線を確保するための攻撃を敢行した。中共軍の抵抗で攻撃は失敗したが、この攻撃で中共軍の攻勢を阻止し、撤収部隊の兵力のいくらかを救出することができた。
7月15日午前8時、師団指揮所に軍団長と米第3師団長が訪問し、正午までに前線を米第3師団に引き継がすように指示した。首都師団長は撤収していない兵力を収拾するため、計画された攻撃を行った後、引継ぎをすると報告して午後0時30分に第1、26連隊による攻撃を開始し、午後3時頃に稜線を占領した。しかし中共軍の夜間攻撃を受けて、道路南側の稜線に主抵抗線を形成した米第3師団の後方に撤収し、軍団予備となった。7月13日から15日までの戦闘で、首都師団は前方大隊観測所と第1連隊指揮所が襲撃され、指揮機能が途絶して機甲連隊長の陸根洙大領が戦死するなど混乱が生じたが、117番A道路北側稜線で中共軍の突破を阻止することができた。

### 金城突出部東部
金城突出部右肩部には第3師団と第5師団が配置されていた。第3師団は、指形稜線西側から登大里（등대리）までの金城川北方を防御しており、第22、23連隊を前線に配置して第18連隊を予備とした。第5師団は、陽地村（양지촌）-舊垈（구대）-後洞（후동）-748高地を結ぶ北漢江西岸と東岸を防御しており、西岸に第35連隊、東岸に第36連隊を配置し、第27連隊は予備としていた。
韓国軍2個師団の正面には第60軍、第21軍（1個師欠、第33師配属）、第68軍第605団で編成された東集団があった。松實里（송실리）-龍湖洞（송실리）間を攻撃して地域西側の韓国軍を殲滅後、攻撃を拡大して金城川橋梁と浦口及び金城-華川間の道路を確保し、韓国軍の反撃と増援を遮断する任務を与えられていた。
7月13日午後9時、第3師団に砲撃を集中させた後、第3師団左第一線の第22連隊第3大隊正面を2個大隊で攻撃する一方で、第23連隊には中規模から大規模の兵力で牽制攻撃させ、第5師団左側背の金城突出部に兵力を浸透させて第23連隊の後方を遮断した。砲撃と奇襲攻撃によって第22連隊第3大隊は有線及び無線が途絶した状態で陣地を突破され、主要高地である485高地を失った。夜間、第22連隊は、左側の第2大隊が孤立した状態で陣地を維持していたが、右側の第3大隊は通信と砲兵支援が途絶えると連隊指揮所に向かって分散撤退し始めた。第23連隊でも後方に浸透した部隊によって連隊指揮所が襲撃されるなど、連隊後方は混乱に陥った。同時に前方では中共軍は前哨線を通過し、第23連隊左側の第1大隊主抵抗線を攻撃した後、連隊右側の第3大隊を圧迫した。

### 国連軍の反撃
テーラー軍司令官の要請で視察に来た白善燁参謀総長は状況を確認すると、第8軍に補給を要請し、前任の経験豊富な師団長を呼び戻した。アメリカ軍第8軍と韓国陸軍本部はこれが最後の戦闘になると見て、すでに日本に引き揚げていた第187空挺連隊や第24師団の増派を急ぎ、予備の韓国軍第11師団（師団長：林富澤准将）、第22師団（師団長：朴基丙准将）を戦線に投入した。
国連軍の迅速な補給と増援により第2軍団は態勢を立て直し、東からは第10軍団の韓国軍第7師団、西から第9軍団の第3師団が中共軍の突破口の肩部に向かって攻撃を開始した。予備の韓国軍第11師団は中共軍の尖端に向け、西から第22師団が中共軍の右側背に攻撃した。反撃は順調に進展し、失地の半分ほどを奪回したところで停止を命じられた。中国・北朝鮮側が休戦会談を希望し、これに国連軍が応じたためであった。この時の戦線が現在の軍事境界線を形成した。